# Покутине
Поку́тине — село в Україні, у Джуринській сільській громаді Жмеринського району Вінницької області. Населення становить 760 осіб.